# Mário Clemente Neto
Mário Clemente Neto CSSp (* 7. August 1940 in Itaúna; † 8. August 2024 in Belo Horizonte) war ein brasilianischer römisch-katholischer Ordensgeistlicher und Prälat von Tefé.

## Leben
Mário Clemente Neto trat der Ordensgemeinschaft der Spiritaner bei und empfing am 14. August 1966 die Priesterweihe.
Papst Johannes Paul II. ernannte ihn am 31. Juli 1980 zum Koadjutorprälaten von Tefé. Der Prälat von Tefé, Joaquim de Lange CSSp, spendete ihn am 19. Oktober desselben Jahres die Bischofsweihe; Mitkonsekratoren waren José Costa Campos, Bischof von Divinópolis, und Alfredo Ernest Novak CSsR, Weihbischof in São Paulo.
Mit der Emeritierung Joaquim de Langes CSSp am 15. Dezember 1982 folgte er ihm als Prälat von Tefé nach. Von seinem Amt trat er am 19. Oktober 2000 zurück.  